# Megaselia setipectus
Megaselia setipectus är en tvåvingeart som beskrevs av Borgmeier 1971. Megaselia setipectus ingår i släktet Megaselia och familjen puckelflugor.
Artens utbredningsområde är Costa Rica. Inga underarter finns listade i Catalogue of Life.